# Уровень жизни
У́ровень жи́зни, также у́ровень благосостоя́ния, у́ровень потребле́ния — степень удовлетворения материальных и духовных потребностей людей массой товаров и услуг, используемых в единицу времени.
Уровень жизни базируется на объёме реальных доходов на душу населения и соответствующем объёме потребления.
Ряд авторов считает, что понятие уровня благосостояния не тождественно понятию уровня жизни. Уровень жизни является понятием более широким и характеризуется не только объёмом реальных доходов в расчёте на душу населения, но и степенью обеспеченности людей материальными и духовными благами.
Понятие «качество жизни» является более широким, чем уровень жизни (материальная обеспеченность), и включает также такие объективные и субъективные факторы, как состояние здоровья, продолжительность жизни, условия окружающей среды, питание, бытовой комфорт, социальное окружение, удовлетворение культурных и духовных потребностей, психологический комфорт и т. п.

## Индикаторы
Организацией Объединённых Наций рекомендован перечень условий жизнедеятельности, которые в совокупности составляют понятие «уровень жизни»:
- Рождаемость, смертность, продолжительность жизни;
- Санитарно-гигиенические условия жизни;
- Уровень потребления продовольствия;
- Жилищные условия;
- Возможности образования и культуры;
- Условия труда и уровень занятости;
- Баланс доходов и расходов;
- Потребительские цены;
- Обеспеченность транспортом;
- Возможности для отдыха;
- Система социального обеспечения;
- Обеспечение прав и свобод человека.

Не все из этих условий можно представить в количественном виде. Зачастую для оценки уровня жизни применяют показатели, охватывающие не все, а лишь несколько параметров.
Одним из основных показателей рассматривают размер дохода на душу населения. Этот показатель позволяет сравнивать уровень жизни как групп населения в одной стране, так и между странами. Например, в России для оценки уровня материальной обеспеченности обычно используют два показателя: бюджет прожиточного минимума (БПМ) и минимальный потребительский бюджет (МПБ).
Часто также рассматриваются:
- Средний ВВП на душу населения[4],
- Валовой национальный доход.

Реже можно встретить:
- Индекс человеческого развития (ИЧР) — гораздо более широкое понятие, чем валовой национальный доход, он учитывает, помимо экономических показателей, ожидаемую продолжительность жизни, уровень грамотности и образования,
- Индекс бигмака: цены на Биг Мак в различных странах.
- Показатели экономического неравенства: коэффициент Джини, децильный коэффициент — соотношение 10 % самых богатых к 10 % самых бедных от населения.

Антропометрические данные, расход калорий и количество рабочих часов являются, помимо дохода и расхода, дополнительными показателями уровня жизни населения.
ООН оценивает уровень жизни согласно индексу человеческого развития, который приводит в своём ежегодном отчёте о развитии человечества. По итогам 2013 г. На 1-м месте в 2013 г. Норвегия. На 2-м — Австралия, на 3-м — Швейцария. На последнем, 187 месте — Нигер.

## Доходы населения
Личные доходы (денежные средства) используются для оплаты расходов.
Доходы зависят от того, какими факторами производства владеет человек.
Если это трудовые ресурсы, то за свой труд он получает заработную плату,
если капитал — то за его вложение собственник капитала получает часть прибыли (дивиденды, проценты),
если природные ресурсы (например, земля) — то доход собственника составляет рента.
Доходы обеспечивают текущее потребление, а также откладываются в качестве сбережений. При этом анализ структуры расходов служит источником чрезвычайно важных данных для оценки состояния дел в экономике любой страны.

## Потребность в питании. Закон Энгеля
Ещё в XIX веке прусский статистик Эрнест Энгель обнаружил закономерность: с ростом личных доходов удельный вес расходов на питание снижается, доля расходов на одежду, жилище и коммунальные услуги меняется незначительно, а доля расходов на удовлетворение культурных и иных нематериальных нужд заметно возрастает. Эта зависимость получила название «закона Энгеля».
Различные жизненные блага обладают неодинаковой ценностью, вследствие чего потребности людей существенно дифференцируются по своим масштабам. Быстрее всего человечество достигает удовлетворения своих потребностей в продовольствии, в результате при росте доходов доля затрат на питание начинает снижаться первой. Затем наступает очередь затрат на одежду и обувь, хотя здесь процесс «насыщения» идёт медленнее из-за постоянно меняющейся моды.
Критикой закона Энгеля могут служить несколько фактов. Во-первых, относительно снижающаяся величина расходов человека или домохозяйства на питание не учитывает значительной недетерминированности человеческого поведения, гораздо более широкого, нежели в XIX веке, ассортимента продуктов питания и сопутствующих товаров и услуг и появления достаточно большой номенклатуры взаимозаменяемых продуктов, находящихся в различной ценовой категории (генно-модифицированные и селекционные сельскохозяйственные продукты, продукты переработки сои и натуральные мясные продукты, промышленное и органическое сельское хозяйство и т. п.). Во-вторых, относительно неизменная величина расходов на одежду, жилище и коммунальные услуги при росте доходов не учитывает потребность человека в определённом социальном статусе и/или внешних его атрибутах, в число которых входит одежда и жилище определённого уровня престижности, причём с ростом доходов у потребителя в большинстве случаев возникает потребность в приобретении более престижных моделей одежды и/или более благоустроенного жилища.
Резюмируя критику формулировки закона Энгеля, можно сказать, что закон Энгеля не учитывает последствий технологического прогресса, эффектов общества потребления, современных технологий манипулирование общественным мнением (реклама, маркетинг и т. п.).

## Потребность в жилье
Значительно труднее удовлетворить запросы в жилье. Чем в стране ниже затраты на питание и одежду, тем выше доля затрат на оплату жилья, что объясняется повышенным качеством жилья и высокой степенью обеспеченности им. Жильё является «товаром престижного спроса», поэтому люди стремятся приобрести комфортабельные дома и квартиры не только ради удобства, но и общественного положения.
Однако существует и иная позиция. С этой позиции потребность в жилище является одной из базовых потребностей человека, поскольку основным назначением жилища, прежде всего, является защита от неблагоприятных факторов внешней среды природного, социального и техногенного характера. Товаров-субститутов, полностью или в достаточной мере дублирующих его потребительские свойства и полезность, не существует. Из низкой величины средних затрат населения страны на пищу и одежду очевидно следует лишь то, что при прочих равных условиях страна территориально расположена в местностях с благоприятным для проживания людей климатом, для которых характерна также и сравнительно низкая стоимость жилья, связанная с низким уровнем затрат на его возведение и содержание.
Энгель утверждал (и сегодня это общепризнанно), что если личное потребление во всех странах развивается по сходной модели, то анализ структуры семейных расходов позволяет сравнивать уровень благосостояния различных групп населения как в одной, отдельно взятой стране (принимая в качестве критерия долю расходов семьи на питание), так и в разных государствах.

## Неравенство благосостояния
При изучении вопроса об уровне жизни основной проблемой является проблема экономического неравенства, а также порождаемого ею социального напряжения в обществе. Разрыв в уровне жизни зависит от различной ценности принадлежащих людям факторов производства и эффективности их использования. Работник фирмы, производящей дефицитный и высококачественный товар, может иметь более высокий заработок, чем его коллега той же квалификации, работающий в фирме, товары которой продаются с трудом. Доходы также зависят от объёма факторов производства. Совершенно очевидно, владелец двух нефтяных скважин получает при прочих равных условиях больший доход, чем владелец одной скважины.
Неравенство доходов может достигать огромных масштабов и создавать угрозу для политической и экономической стабильности в стране, поэтому практически все развитые страны мира вынуждены постоянно сокращать разрыв в доходах различных групп населения. Но разработка такого рода мер возможна лишь при умении точно определять степень дифференциации доходов и богатства и воздействовать на неё с помощью государственной политики.

### Кривая Лоренца
Одним из методов, используемых для оценки масштабов доходов различных групп населения, является построение «кривой Лоренца», которая позволяет определить, насколько реальное распределение доходов населения отличается от абсолютных равенства и неравенства. При полном равенстве в распределении доходов «кривая Лоренца» представляла бы собой прямую и, наоборот, кривизна усиливается по мере роста неравенства.
В соответствии с современной экономической теорией нежелательно как абсолютное равенство в распределении доходов, так и резкий разрыв в уровне жизни различных групп населения. Абсолютное равенство в доходах не стимулирует производительный труд, поэтому определённое неравенство доходов является крайне важным средством поощрения трудовой активности людей.
Но если же на долю 40 % населения приходится менее 12—13 % общей суммы доходов страны, то такой перекос вызывает резкое недовольство малоимущих граждан и может быть чреват социально-экономическими и политическими потрясениями.
Основными инструментами, с помощью которых государство регулирует различия в доходах разных социальных групп, являются прогрессивное налогообложение, налоги на имущество и наследство, а также система социальных выплат.